# Encontro Irmandiño
Encontro Irmandiño (nombre gallego que significa Encuentro Hermandino) es una organización que forma parte del partido político Anova-Irmandade Nacionalista y que anteriormente estuvo integrada en el Bloque Nacionalista Galego como corriente interna.

## Historia
El Encontro Irmandiño fue fundado como corriente interna del Bloque Nacionalista Galego (BNG) el 21 de julio de 2007 en una reunión en Santiago de Compostela. Encabezado por Xosé Manuel Beiras, defiende una vuelta a los principios fundacionales del BNG, como la democracia interna, el asamblearismo y la comunicación fluida entre los estamentos de la organización. Tiene unos documentos de base que guían su trabajo político.
En la XII Asamblea Nacional del BNG, celebrada en Santiago de Compostela el 2 y 3 de diciembre de 2006, la lista propugnada por el Encontro Irmandiño consiguió nueve de los cincuenta miembros del Consejo Nacional y tres en la Ejecutiva Nacional. Fue la segunda lista en número de votos, con 449 (17,09 %). Tras perder sus candidatos (Xosé Manuel Beiras y Carlos Aymerich) y su candidatura (en alianza con Máis Galiza, CS, PNG, EN, Inzar, UG y EGS) en la XIII Asamblea del BNG, el Encontro Irmandiño convocó una Asamblea Nacional Extraordinaria el 12 de febrero de 2012 en el recinto ferial de Amio, en la que decidió abandonar el BNG.
El 14 de marzo de 2012 el Encontro Irmandiño anunció que había empezado a contactar con otras pequeñas formaciones de cara a la creación de una plataforma electoral, entre las que estarían Máis Galiza, Esquerda Nacionalista, el Espazo Ecosocialista Galego, Nova Esquerda Socialista, Frente Popular Galega (FPG), Partido Comunista do Povo Galego (PCPG), Movemento pola Base (MpB), Causa Galiza, Fronte Obreira Galega (FOGA) (creado por exsindicalistas de la CIG), Nacionalistas de Marín y un pequeño sector escindido del PSOE de Vigo. Dicha plataforma, que tendría el nombre temporal de Novo Proxecto Común, daría lugar al nuevo partido político Anova-Irmandade Nacionalista.